# Syneches pallidus
Syneches pallidus är en tvåvingeart som beskrevs av Wilder 1974. Syneches pallidus ingår i släktet Syneches och familjen puckeldansflugor.
Artens utbredningsområde är Jamaica. Inga underarter finns listade i Catalogue of Life.